# Osredek pri Zrečah
Osredek pri Zrečah je naselje v Občini Zreče. Ustanovljeno je bilo leta 1994 iz dela ozemlja naselja Križevec kot Osredek. Leta 1998 dobi sedanje ime. Leta 2015 je imelo 105 prebivalcev.
Na ozemlju naselja leži umetno Zreško jezero, ki je bilo zgrajeno leta 2000 za popestritev turistične ponudbe Zreč z okolico.